# 桜井町 (愛媛県)
桜井町（さくらいちょう）は、愛媛県越智郡にあった町である。
1955年（昭和30年）に波止浜町、清水村、富田村、乃万村、日高村とともに今治市へ編入され、自治体としては消滅した。
地名表記としての「桜井」は現存している。

## 地理
現在の今治市の南東部に位置する。北は富田村に、西は世田山や笠松山をはさんで下朝倉村・上朝倉村に、南は峠道で周桑郡楠河村（合併後三芳町）に、東は燧灘（瀬戸内海）に面している。国鉄予讃本線が縦貫し、二級国道国道196号が並走している。
- かつては伊予国の国府が置かれていた。また唐子山の山頂には国府城が置かれていた。
- 桜井漆器の産地として知られ、かつて漆器の販売のために桜井港から漆器を各地に運んだ船は椀舟と呼ばれ、漆器は高額であったことから桜井商人は割賦販売を編み出した。このため、桜井は割賦販売発祥の地ともされる。

島
平市島（へいちじま）、小平市島（こへいちじま）ともに沖合い約4キロにあり、もともとは朝倉上村の武田氏が松山藩から下賜された島であったが、後に桜井財産区の所有となる。

## 町の沿革
- 1889年（明治22年）12月15日 - 町村制施行に伴い桜井村、 孫兵衛作村、 長沢村、旦村、国分村、古国分村、登畑村、宮ケ崎村が合併して越智郡桜井村が成立。
- 1917年（大正6年）10月31日 - 桜井村が町制施行して桜井町となる。
- 1923年（大正12年）12月21日 - 伊予桜井駅が開業。
- 1950年（昭和25年）3月18日 - 昭和天皇のお召し列車が伊予桜井駅に停車。駅前奉迎が行われた（昭和天皇の戦後巡幸）[1]。
- 1955年（昭和30年）2月1日 - 波止浜町、清水村、富田村、乃万村、日高村とともに今治市へ編入される。

```
桜井町の系譜
（町村制実施以前の村）　（明治期）　　　　　　　　　（昭和の合併）　（平成の合併）
　　　　　　　　　　　　町村制施行時
　　　　　　　　　　　　　　　　　う　　え　お　か　き　く
　　　　　　　　　　　今治町━━今治市━┳━┳━┳━┳━┳━━━━┓
　　　　　　　　　　　　　　　　　┃　　┃　┃　┃　┃　┃　　　　┃
　　　　　　　　　　　日吉村━━━┛　　┃　┃　┃　┃　┃　　　　┃
　　　　　　　　　　　近見村━━━━━━┛　┃　┃　┃　┃　　　　┃
　　　　　　　　　　　立花村━━━━━━━━┛　┃　┃　く　　　　┃
孫兵衛作━━━┓　　　　　　　　　　　　　　　　┃　┃　　　　　　┃
長沢　　━━━┫　　　　　　　　　　　　　　　　┃　┃　　　　　　┃
桜井　　━━━┫　　　　　　　　　　　　　　　　┃　┃　　　　　　┃
旦　　　━━━┫　　　　　　　　　　　　　　　　┃　┃　　　　　　┃
登畑　　━━━╋━━━桜井村━桜井町━━━━━━┫　┃　　　　　　┃
宮ケ崎（一部）┫　　　　　　　　い　　　　　　　┃　┃　　　　　　┃
国分　　━━━┫　　　　　　　　　　　　　　　　┃　┃　　　　　　┃
古国分　━━━┛　　　　　　　　　　　　　　　　┃　┃　　　　　　┃
　　　　　　　　　　　富田村━━━━━━━━━━┫　┃　　　　　　┃
　　　　　　　　　　　清水村━━━━━━━━━━┫　┃　　　　　　┃
　　　　　　　　　　　日高村━━━━━━━━━━┫　┃　　　　　　┃
　　　　　　　　　　　乃万村━━━━━━━━━━┫　┃　　　　　　┃平成17年1月16日
　　　　　　　　　　　波止浜村━━波止浜町━━━┛　┃　　　　　　┃新設合併
　　　　　　　　　　　　　　　　　　あ　　　　　　　┃　　　　　　┣今治市
　　　　　　　　　　　　　　　　　　　　　　　　　　┃　　　　　　┃
　　　　　　　　　　　　　　　　　　　　吉海町━━━┻━━━━━━┫
　　　　　　　　　　　　　　　　　　　　　　　　　　　　　　　　　┃
　　　　　　　　　　　　　　　　　　　　　　　　　　　　く┃　　　┃
　　　　　　　　　　　　　　　　　　　　波方町━━━━━━┻━━━┫
　　　　　　　　　　　　　　　　　　　　朝倉村━━━━━━━━━━┫
　　　　　　　　　　　　　　　　　　　　玉川町━━━━━━━━━━┫
　　　　　　　　　　　　　　　　　　　　大西町━━━━━━━━━━┫
　　　　　　　　　　　　　　　　　　　　菊間町━━━━━━━━━━┫
　　　　　　　　　　　　　　　　　　　　宮窪町━━━━━━━━━━┫
　　　　　　　　　　　　　　　　　　　　伯方町━━━━━━━━━━┫
　　　　　　　　　　　　　　　　　　　　上浦町━━━━━━━━━━┫
　　　　　　　　　　　　　　　　　　　　大三島町━━━━━━━━━┫
　　　　　　　　　　　　　　　　　　　　関前村━━━━━━━━━━┛

あ – 明治41年1月1日 波止浜村が町制施行、波止浜町に
い – 大正6年10月1日 桜井村が町制施行、桜井町に
う – 大正9年2月11日 今治市、日吉村と合併、市制施行
え – 昭和8年2月11日 今治市が近見村を編入
お – 昭和15年1月1日 今治市が立花村を編入
か – 昭和30年2月1日 今治市が桜井町、富田村、清水村、日高村、乃万村を編入
き – 昭和30年8月1日 境界変更により吉海町より馬島を今治市へ編入
く – 昭和35年5月1日 境界変更により波方町大字大浦の一部を今治市へ編入
（注記）桜井町以外の合併以前の系譜はそれぞれの市町村の記事を参照のこと。

```

## 地域
合併成立前の旧8か村が、桜井村、桜井町になってもそのまま大字として引き継がれた。
孫兵衛作（まごべえさく）、長沢（ながさわ）、桜井（さくらい）、旦（だん）、登畑（のぼりばた）、宮ケ崎（みやがさき）、国分（こくぶ）、古国分（ふるこくぶ）
現在は、今治市の一部となっており、急速に市街化・人口増加が進み、「桜井団地」が新設され、区域の一部は「今治市桜井○丁目」と住居表示される。

### 名所・旧跡・観光スポット・祭事・催事
- 湯ノ浦温泉
- 四国八十八箇所59番札所金光山国分寺
- 国分尼寺塔跡
- 綱敷天満神社

## 交通

### 鉄道
- 予讃本線伊予桜井駅

## 出身者
- 青野寿郎 - 地理学者[2]